# Carlia ailanpalai
Carlia ailanpalai là một loài thằn lằn trong họ Scincidae. Loài này được Zug mô tả khoa học đầu tiên năm 2004.